# Werk bij Maarsseveen
Het Werk bij Maarsseveen is een vestingwerk bestaande uit één kazemat ingegraven in een heuvel. Het werk is rond 1880 aangelegd als deel van de Nieuwe Hollandse Waterlinie. De top van de heuvel steekt meer dan acht meter boven het maaiveld uit.
Het fort bestaat uit een kazerne afgedekt met aardwerk en is omgeven door een gracht van ongeveer 20 meter breed. De toegangsbrug is niet origineel. Het perceel beslaat een oppervlakte van ongeveer 1,5 hectare. In 1886 werd een kanonremise aan het werk toegevoegd, die echter in 1940 is gesloopt bij de aanleg van loopgraven. In diezelfde tijd zijn ook de wallen grotendeels geëgaliseerd. De uit 1880 stammende fortwachterswoning bestaat nog, maar is wel nadien aangepast.
Het werk staat ten oosten van Maarssen, op de kruising van de Herenweg met de Maarsseveensevaart. Het diende ter verdediging van het acces van de Maarsseveensevaart, een dijkweg met vaart, en van de dijken van de Maarsseveense en Tienhovense polders. 
Ten noorden van het fort ligt Fort bij Tienhoven en in het zuiden het Fort aan de Klop en Fort De Gagel. 
Vandaag de dag is het gewaardeerd als rijksmonument. Het Waterliniepad komt langs dit fort.